# Създаване на възможности
Създаване на възможности (на испански: Creando Oportunidades) е дясна либерална политическа партия в Еквадор.
Партията е основана през 2012 година с цел да консолидира опозицията срещу режима на Рафаел Кореа. На изборите през 2013 година нейният кандидат за президент Гийермо Ласо остава втори, а в парламентарните избори партията получава 11% от гласовете и 12 от 131 места в парламента.